# Joseph Friedrich Treppner

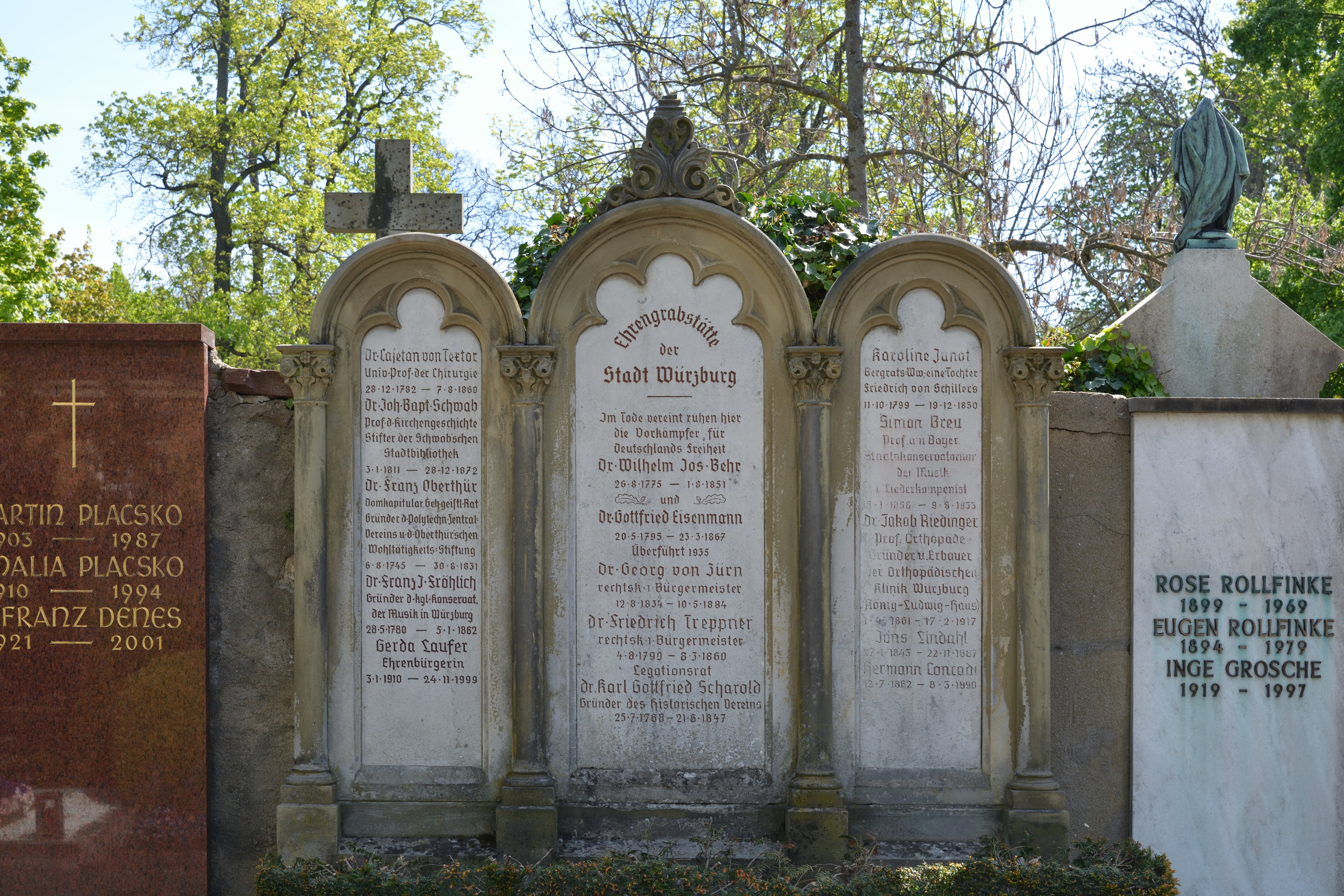
Ehrengrab auf dem Hauptfriedhof Würzburg

Joseph Friedrich Treppner (* 4. August 1799 in Rieneck; † 8. März 1860 in Würzburg) war von 1853 bis 1859 Erster rechtskundiger Bürgermeister der Stadt Würzburg. Er war auch Rechtskonsulent des Juliusspitals und Ritter erster Klasse des Verdienstordens vom Hl. Michael.

## Leben
Friedrich Treppner ging in Würzburg auf das Königliche Gymnasium und heiratete 1837, im Jahr des Beginns seiner Anstellung als Advokat am Kreis- und Stadtgericht Würzburg, Isabella Franz (1808–1877). Mit dieser war er über 24 Jahre bis zu seinem Tod verheiratet. Er starb mit 60 Jahren an einem Schlaganfall.
Unter seinem Wirken als Bürgermeister entstand in den 1850er Jahren eine moderne Trinkwasserversorgung der Stadt.